# StG 45
StG 45(M) (Sturmgewehr 45, „útočná puška 45“), někdy označovaná MP 45(M), byl prototyp útočné pušky vyvinutý firmou Mauser pro Wehrmacht na konci druhé světové války, využívající inovativní polouzamčený dynamický závěr brzděný válečky. Komorován byl pro střelivo 7,92 × 33 mm Kurz (nebo „Pistolenpatrone 7,9 mm“) a jeho kadence byla kolem 450 ran za minutu.

## Vznik

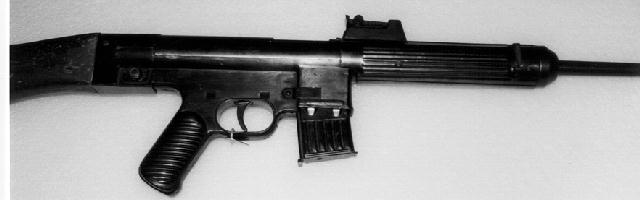
Prototyp Mauser Gerät 06H

Soutěže o novou zbraň na náboj 7,92 × 33 mm Kurz se účastnil i Mauser, avšak do termínu uzávěrky soutěže 1. července 1942 nedokázal tým šéfkonstruktéra Altenburgera připravit funkční prototyp. Ten se podařilo dokončit až v prosinci 1942 a v lednu 1943 proběhl test prototypu. Firemní označení zbraně bylo "06 H". Zbraň měla uzamčený závěr a automatika pracovala na principu odběru plynů při výstřelu. Zbraňové zkoušky proběhly výborně, až na zádrhy při dlouhotrvající palbě. To se vyřešilo rýhováním nábojové komory (Raveliho drážky). Nábojnice drhla v nábojové komoře vlivem nerovnoměrného tlaku v a okolo nábojnice. Zajímavým zjištěním bylo, že zbraň fungovala i po demontáži plynového pístu. To umožnilo konstruktérům po patřičných změnách vzájemné polohy brzdících válečků v závorníku plynový píst eliminovat a tím zbraň a její výrobu zjednodušit a zlevnit. Zbraň dostala nové označení MKb43 a po úpravě se zařadila do kategorie závěrů polouzamčených.
Na jaře 1943 byla zbraň představená zaměstnancům zbrojního úřadu, kdy se vystřílelo 6000 nábojů bez jediné závady. Byly objednány další 4 prototypy pro další zkoušky. Začátkem roku 1944 proběhly na Kummersdorfské střelnici další zkoušky. Vznikl tak vážný konkurent právě se rozbíhající výrobě StG 44. Pracovní čas na výrobu StG 44 byl 14 hodin a zbraň stála 70 RM. MKb43 stála 40 RM a na její výrobu bylo potřeba 7,5 hod. Cena a poloviční výrobní čas by znamenal zdvojnásobení produkce zbraně. Byla objednaná 30kusová série pro malé vojenské zkoušky. Poslední oficiální označení bylo StG45(M) a počítalo se s touto zbraní jako s náhradou StG 44. Všechny rozpracované kusy byly ukořistěny postupujícími Spojenci.
Rozvinutím konstrukce této pokrokové zbraně vznikly poválečné pušky CETME Model 58 a Heckler & Koch G3.